# Стурлунги
Стурлунги (исл. Sturlungar) — знатный исландский род, боровшийся за власть над Исландией в ходе междоусобных конфликтов в конце периода народовластия, получившего по их имени название эпохи Стурлунгов. 
Основателем могущества рода был Торд сын Гильса с хутора Дворовая Гора (1-я половина XII века), богатый землевладелец, «большой бонд», который сумел стать годи, купив годорд у прежнего обладателя. Его сын Стурла Тордарсон Старый (ум. 1183) стал очень влиятельным человеком к середине XII столетия. Трое из его сыновей были «большими хёвдингами», и именно в их честь эпоха распрей накануне потери независимости была названа «эпохой Стурлунгов». Торд Стурлусон (1165—1237) владел уже двумя годордами, Сигхват Стурлусон и Снорри Стурлусон, знаменитый писатель, были активными участниками гражданских войн. Некоторое время Стурлунги контролировали западную Исландию, Вестфирдир и северо-восточную Исландию, и в первой половине XIII века были одной из шести семей, боровшихся за власть над островом, действуя при этом в союзе с Людьми из Одди.
В следующем поколении прославились Стурла Тордарсон (1214—1284), автор «Саги о Хаконе Старом» и «Саги об Исландцах», Олав Белый Скальд (ум. 1259) и сыновья Сигхвата — Стурла Сигхватсон (1199—1238), пытавшийся в 1236—1238 захватить всю Исландию, и Торд Какали (ум. 1256). 
Род пришел в упадок к концу XIII века. Стурлунги являются одними из главных героев цикла «саг о современных событиях», известных под общим названием «Саги о Стурлунгах». 